# Moehringia insubrica
Moehringia insubrica là loài thực vật có hoa thuộc họ Cẩm chướng. Loài này được Degen mô tả khoa học đầu tiên năm 1925.